# Tiril Udnes Weng
Tiril Udnes Weng, född 29 september 1996, är en norsk längdskidåkare som debuterade i världscupen den 11 mars 2015 i Drammen i Norge. Hon ingick i det norska lag som vann guld i stafett vid juniorvärldsmästerskapen i nordisk skidsport 2015.
Tiril Udnes Weng har en tvillingsyster, Lotta Udnes Weng, som också tävlar i längdskidåkning. Tvillingarna är bryllingar till längdåkaren Heidi Weng.